# Comité olympique algérien
Pour les articles homonymes, voir COA.
Le Comité olympique et sportif algérien (COA), est le comité national olympique de l'Algérie, créé le 18 octobre 1963 et reconnu par le CIO le 27 janvier 1964. Il est à la fois le représentant du mouvement sportif algérien auprès des pouvoirs publics et le représentant en Algérie du Comité international olympique.
Réunissant  en son sein les fédérations sportives nationales, sa mission est notamment d'engager et de diriger les délégations algériennes dans les événements soutenus ou organisés sous l'égide du CIO : Jeux olympiques, Jeux olympiques de la jeunesse, Jeux mondiaux, Jeux africains et Jeux méditerranéens.
À ces titres, conformément à la loi, le COA est reconnu comme une fédération agréée, délégataire d'une mission de service public.
En poste depuis le 16 mars 2013, le président du COA, Mustapha Berraf, démissionne le 26 février 2020. Abderrahmane Hammad, puis Mohamed Meridja, assurent successivement l'intérim avant l'élection d'Abderrahmane Hammad en septembre.

## Histoire
Le Comité olympique algérien (COA) a été créé lors d'une réunion au Crédit municipal d'Alger, regroupant le Dix-sept pionniers. Le bureau est alors composé de douze membres dont sept représentants des fédérations élus par leurs pairs, et cinq membres désignés.
Le 23 octobre 1963, Mohand Amokrane Maouche, président de la Fédération algérienne de football est élu président du Comité olympique algérien par les membres du bureau exécutif. Le Comité international olympique (CIO) reconnaît le COA le 27 janvier 1964, à l'occasion de la 62e session tenue en marge des IXe Jeux olympiques d'hiver à Innsbruck en Autriche.

## Organisation
Le comité est composé :
- d'une assemblée générale, organe délibérant ;
- d'un président ;
- d'un comité exécutif.

### Assemblée générale
L'assemblée générale est présidée par le président du COA. Elle est constituée des membres du bureau exécutif, les ex-présidents, les secrétaires généraux, 4 représentants des fédérations administrant les sports cités au programme des jeux olympiques, le président directeur des sports non cités dans le programme des sports olympiques, 4 représentants de l’athlétisme dont deux d’entre eux sont des membres féminins qui seront élues à part égal avec les hommes et elles devaient participer aux 3 derniers jeux olympiques, deux représentants de la presse sportive élus par leur confrères, cependant au niveau des secteurs sportifs, leur représentation se limite au directeur du centre des fédérations sportives, le directeur du complexe olympique, le président de l’observatoire national des sports, le directeur du centre national de la médecine sportive, le directeur du centre national des équipes sportives, le directeur de l’Institut de l’éducation sportif et physique, le directeur de l’Institut nationale de la formation supérieure dans la technologie des sports et le directeur du fonds national du développement et les initiatives de la jeunesse et les activités sportives.

### Président
L'assemblée générale du Comité élit un Président parmi ses membres de droit, pour un mandat de quatre ans.
Le Président, représente le comité olympique algérien dans tous les actes de la vie civile et est investi, à ce titre de tous pouvoirs y afférents, y compris d'ester en justice.
Liste des présidents du COA, depuis sa création : 
- Mohand Amokrane Maouche (1963-1965)
- Hadj Omar Dahmoun (1965-1968)
- Mohamed Zerguini (1968-1983)
- Abdenour Bekka (1983-1984)
- Mohamed Salah Mentouri (1984-1988)
- Si Mohamed Baghdadi (1988-1989)
- Mohamed Salah Mentouri (1989-1993)
- Sid Ali Lebib (1993-1996)
- Mustapha Berraf (1996-1998)
- Mustapha Larfaoui (1998-2001)
- Mustapha Berraf (2) (2001-2009)
- Rachid Hanifi (2009-2013)
- Mustapha Berraf (3) (2013-2020)
- Abderrahmane Hammad (février 2020 - mai 2020) (intérim)
- Mohamed Meridja (mai 2020 - septembre 2020) (intérim)
- Abderrahmane Hammad (depuis septembre 2020)[3]

### Comité exécutif
Le comité exécutif est composé, outre le Président, par;
Les membres algériens du CIO à condition qu'ils n'aient pas été exclus du CIO en tant que membre, Président d'honneur à vie, membre honoraire ou membre d'honneur du CIO.
Des treize membres élus par l'Assemblée générale parmi ses membres de droit.
La majorité des membres devant être détenue par les membres issus des fédérations sportives nationales affiliés à une fédération internationale régissant un sport figurant au programme des Jeux olympiques, ces derniers seront au minimum de huit auxquels s'ajouteront quatre autres membres et un membre de sexe féminin, issu parmi les membres de droit de l'assemblée générale.

## Soupçons de corruption
Dans le contexte des manifestations de 2019 en Algérie, le ministre de la Jeunesse et des Sports Raouf Salim Bernaoui a saisi la justice algérienne concernant des dossiers de corruption. Le comité olympique et son président Mustapha Berraf sont accusés de mauvaise gestion des fédérations sportives et de dilapidation.
Le 20 septembre 2019, le média algérien El Bilad révèle détenir un rapport de l'Inspection générale des finances révélant de graves irrégularités dans la gestion des affaires de l’instance olympique. Le rapport de l’IGF affirme aussi que d’autres anomalies ont été constatées au niveau procédural : la surfacturation, l’absence de documents et les transferts illicites de devises vers l’étranger.
Le 26 février 2020, le président Mustapha Berraf annonce sa démission, « fatigué face aux attaques répétées dont il fait l'objet, lui et sa famille ». Abderrahmane Hammad puis  Mohamed Meridja assurent l'intérim,.